# فلومینیماجیوره
فلومینیماجیوره (به ایتالیایی: Fluminimaggiore) یک کومونه در ایتالیا است که در استان کاربونیا-ایگلسیاس واقع شده‌است.

## خصوصیات
فلومینیماجیوره ۱۰۸٫۱ کیلومترمربع مساحت و ۳٬۰۰۲ نفر جمعیت دارد و ۶۳ متر بالاتر از سطح دریا واقع شده‌است.